# Tetraophasis
Tetraophasis  es un género de aves galliformes en la familia Phasianidae.

## Especies
El género contiene dos especies:
- Tetraophasis obscurus (Verreaux, J, 1869) – perdiz faisán gorgioscura;
- Tetraophasis szechenyii Madarász, 1885 –  perdiz faisán gorgiclara.

## Taxonomía
Tetraophasis es una combinación del nombre del género Tetrao (el nombre que Carlos Linneo le dio al urogallo en 1758), y la palabra latina phasis, que significa «faisán». Son parientes cercanos de los monales y están relacionadas con los tragopanes. Al igual que los monales, cavan en biomas alpinos en busca de tubérculos, rizomas e invertebrados, así como crías de roedores y ratones de campo. Son especies de presa importantes para rapaces, búhos y martas garganta amarilla.